# Krčki poni
Krčki poni je hrvatska pasmina malena i čvrsta konja za jahanje i teglenje. Potječe s otoka Krka, kao i druge dvije autohtone pasmine krčko govedo i krčka ovca.
Krčki je poni gotovo izumrla pasmina. Prije svoga gotovog nestanka dobro je dokumentiran. Manjega je tjelesnog okvira u odnosu na novija zapažanja o današnjoj populaciji tovarnog konja mediteranske Hrvatske. Tijelo im je maleno i čvrsto.